# A torkos menyét
A torkos menyét 1964-ben bemutatott magyar rajzfilm, amely Gémes József első animációs rövidfilmje.

## Alkotók
- Forgatókönyvíró, rendező, rajzoló és animátor: Gémes József
- Zeneszerző: Pethő Zsolt
- Hangmérnök: Bognár Gyula
- Vágó: Czipauer János
- Színs technika:  Magyar Filmlaboratórium Vállalat

Készítette a Pannónia Filmstúdió.